# Biblioteca Joanina

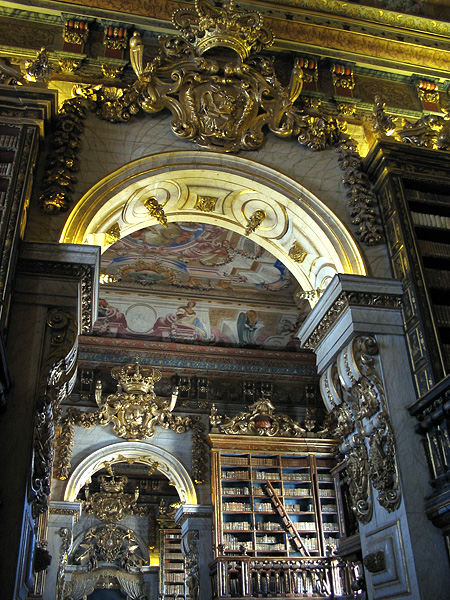
Interior de la Biblioteca Joanina

La Biblioteca Joanina es una biblioteca de la Universidad de Coímbra, erigida en el siglo XVIII por el rey Juan V de Portugal. Situada en el patio de la Facultad de Derecho, forma parte de la Biblioteca General de la Universidad de Coímbra. En otros tiempos, fue también conocida como Biblioteca de Cámara. Su estilo es marcadamente rococó, siendo reconocida como una de las más originales y espectaculares bibliotecas barrocas europeas. Además de lugar para la investigación de muchos estudiosos, el espacio se utiliza frecuentemente como sala de conciertos, exposiciones y otros eventos culturales.

## Historia
Su construcción comenzó en 1717, en el exterior del primitivo perímetro urbano islámico, sobre la antigua cárcel del Palacio Real, con el objetivo de albergar la biblioteca universitaria de Coímbra. Las obras concluyeron en 1728.
Fue construida según el "Proyecto Real de reforma de los estudios universitarios"; consecuencia de la difusión de las ideas de la Ilustración en Portugal.
El maestro de obras fue João Carvalho Ferreira. La decoración se realizó algunos años más tarde, en vísperas de la Reforma Pombalina; los frescos de los techos y cornisas fueron pintados por Antonio Simões Ribeiro, pintor, y Vicente Nunes, dorador. El gran retrato del rey se atribuye al italiano Domenico Dupri y la pintura y dorado de los estantes fue hecha por Manuel da Silva. El mobiliario, en maderas exóticas brasileñas y orientales, fue ejecutado por el tallador Francesco Gualdini.
En la puerta de la biblioteca se muestra un cartel que reza

Lusiade hanc vobis Sapientia condidit arcem, Ductores libri ; miles et arma, labor.

Lo que traducido viene a decir: 

Lusos: de la sabiduría se os ha construido esta fortaleza: los capitanes, los libros; los soldados y las armas, el trabajo.

## Arquitectura

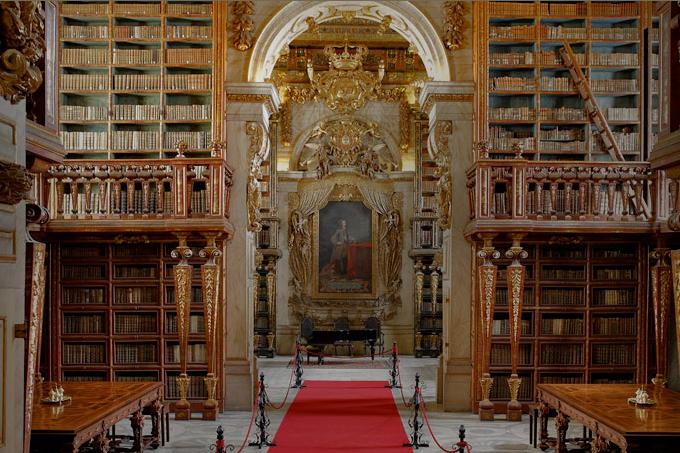
Detalle del interior de la Biblioteca Joanina

Su exterior se asemeja a un gran paralelepípedo en el que resalta su portada de estilo barroco, coronada por un gran escudo del monarca que la mandó construir: Juan V.
El interior consta de tres salas que se comunican entre sí a través de arcos idénticos al de la portada. Las paredes de las salas están completamente cubiertas de estantes decorados con motivos chinos, variando de una a otra el color del fondo. Así, en la primera sala los motivos dorados contrastan con el fondo verde; en tanto que en la segunda resaltan sobre un fondo rojo y, finalmente, en la tercera el fondo es negro.
Todo el interior está presidido por un retrato del rey Juan V que, colocado en lo alto de la pared de la última sala, funciona como punto de fuga. La nave central se asemeja a una capilla donde el retrato del rey Juan V ocupa el lugar del altar. La moldura dorada del cuadro simula una cortina que se abre para mostrar en una "espléndida composición alegórica" al rey.

## Fondos bibliográficos
La Joanina reúne cerca de 70 000 volúmenes, la mayor parte de los cuales están en la planta principal; la única abierta al público de las tres de las que consta el edificio. En ella se conservan los principales fondos de Libros Antiguos (documentos hasta 1800) de la Universidad.
Sus cerca de 1250 m² actuales se obtuvieron con la disposición de dos niveles de sótanos para depósito y salas de trabajo.

## Murciélagos para proteger los libros
En la Biblioteca Joanina habitan dos colonias de murciélagos, que se alimentan de insectos que podrían ser perjudiciales para los libros, como carcomas o pececillos de plata. Se estima que cada ejemplar de murciélago puede llegar a cazar en una sola noche medio millar de insectos. Por las noches los libros, las estanterías, las mesas y el mobiliario se cubren con mantas de cuero para protegerlos de los excrementos de los murciélagos.
Los murciélagos habitan la biblioteca al menos desde el siglo XVIII, de lo cual hay constancia por los registros de la época con los gastos para las mantas de cuero.
El filósofo y escritor italiano Umberto Eco se refirió a los murciélagos de la Biblioteca Joanina en Nadie acabará con los libros (2009):

Las mesas estaban cubiertas con un paño de fieltro verde, como mesas de billar. Pregunté por los motivos. Me respondieron que eran para proteger los libros de los excrementos de los murciélagos. ¿Por qué no eliminarlos?, dije. Sencillo, porque se comen los gusanos que atacan los libros.
Umberto Eco, Nadie acabará con los libros